# Bob Van Bael
Bob Van Bael (Herent, 2 december 1924 - Ukkel, 24 mei 2002) was een Belgische televisiemaker. 
Van Bael werkte tijdens de Tweede Wereldoorlog een tijdje voor "Zender Brussel" dat door de Duitsers gecontroleerd werd; nadien werd hij presentator bij Radio Luxembourg. 
Bij de start van de televisie-uitzendingen in Vlaanderen in 1953, bij de toenmalige NIR, was hij betrokken bij de oprichting van de nieuwsdienst.
Van Bael presenteerde op de BRT-televisie onder meer het spelprogramma "100.000 of niets" (1956-1959) en maakte reportages voor "Echo" (1961-1973) en "Terloops" (1973-1989).
Hij overleed aan een slepende ziekte.